# Weißmineral
Als Weißminerale werden unbunte Minerale bezeichnet, die im Gegensatz zu den Weißpigmenten in der Natur vorkommen.
Die bekanntesten Vertreter sind:
- Cristobalit  (Siliciumdioxid)
- Ettringit (Calciumaluminatsulfat)
- Gips  (Calciumsulfat)
- Glimmer (Aluminium-Kalium-Silikat)
- Kaolinit (Aluminiumsilikat)
- Kieselgur (amorphes Siliciumdioxid)
- Calcit (Calciumcarbonat) in Form von Kreide oder Marmor
- Talk (Magnesiumsilikat)

Die natürlichen Weißminerale enthalten je nach Lagerstätte unterschiedliche Konzentrationen an Verunreinigungen bzw. Beimengungen (Gangart) wie z. B. Metallsalze, die den Weißgrad der Minerale beeinflussen. Ein sehr weißes Mineral ist Calcit, der die Gesteine Marmor und Kreide bilden kann.

## Vorkommen
Bekannte Lagerstätten sind:
- für Marmor: Carrara
- für Kreide: Champagne (Omya) oder Rügen
- für Kaolin: China (China clay, Porzellanerde).

Einige Weißminerale, wie Calcit, Quarz oder Ettringit, werden auch synthetisch in Industrieprozessen hergestellt.

## Verwendung
Weißminerale werden vor allem als Hauptbestandteil von Streichfarben in der Papierindustrie, als Füllstoff in der Papiermasse, sowie als Füllstoffe in Anstrichmitteln wie Wandfarben und Putzen eingesetzt. Je nach den angestrebten Eigenschaften werden sie dazu unterschiedlich fein (0,5 µm bis 3 mm) gebrochen, gesichtet, gesiebt und/oder gemahlen. In der Papierindustrie werden vorzugsweise naßgemahlene Mineral-Slurries mit einem Feststoffgehalt von bis zu 78 % TS und einer Teilchengröße von bis zu unter 0,5 µm verwendet.